# Santiponce
Santiponce es un municipio y localidad de España, en la provincia de Sevilla, comunidad autónoma de Andalucía. Se encuentra en la Comarca Metropolitana de Sevilla.
Entre sus lugares históricos, alberga el Monasterio de San Isidoro del Campo, edificado en el siglo XIV por Guzmán el Bueno, y las ruinas de la ciudad romana de Itálica; esta fue una de las principales urbes de la Hispania romana y fueron originarios de ella Trajano, Adriano y, quizás, también Teodosio. Además, la feria de la localidad data del siglo XVII. Y tiene como Patrones a Ntra. Señora del Rosario y a San Isidoro del Campo.

## Geografía
Integrado en la Comarca Metropolitana de Sevilla, se sitúa a 11 kilómetros del centro de Sevilla. El término municipal está atravesado por la Autovía Ruta de la Plata (A-66) y por la carretera nacional N-630, entre los pK 806 y 808, además de por la carretera autonómica A-8078, que conecta con Camas, y por una carretera local (SE-3407) que permite la comunicación con Valencina de la Concepción. 
| Noroeste: Valencina de la Concepción | Norte: Salteras                         | Nordeste: Salteras       |
| Oeste: Valencina de la Concepción    |                                         | Este: Salteras y Sevilla |
| Suroeste: Valencina de la Concepción | Sur: Valencina de la Concepción y Camas | Sureste: Sevilla         |

El relieve del municipio es prácticamente llano, al estar definido por la llanura del tramo final de la Rivera de Huelva y por el tramo correspondiente al río Guadalquivir. La altitud oscila entre los 50 metros al oeste y los 5 metros a orillas del río Guadalquivir. El casco urbano se alza a 15 metros sobre el nivel del mar. 

## Historia
Por encontrarse en una ruta poco transitada, ha sido un lugar de asentamiento desde la prehistoria, habiéndose encontrado restos de tribus íberas y de turdetanos. El general romano Escipión el Africano, llamado así tras la victoria contra los cartagineses, decidió fundar una ciudad en la vega del río Betis, para que sus tropas pudieran establecerse y descansar. La ciudad fue la primera ciudad romana fundada fuera de territorio italiano y fue bautizada como Itálica. En una fecha temprana, Roma concedió la ciudadanía a los habitantes de esta urbe. En los tiempos de Augusto la ciudad pasó a llamarse Colonia Aelia Augusta Itálica. De aquí fueron originarios los emperadores Trajano, Adriano y, probablemente, también Teodosio I. La ciudad fue próspera hasta el siglo III d. C., pero entrará en decadencia a partir del siglo IV, cuando el Imperio Romano entra en decadencia a causa de las invasiones germánicas y las crisis políticas.
En la época visigoda, el arzobispo san Leandro levantará en sus ruinas sus escuelas episcopales. En el siglo X en época árabe se hace referencia a la ciudad ya abandonada con el nombre de Tálika (Itálica). Durante al periodo árabe, los mozárabes agrupados en torno a un lugar próximo construyen una ermita en el lugar de enterramiento de san Isidoro arzobispo de Sevilla. La ermita estaba dedicada a dicho santo  y allí permaneció enterrado el cuerpo del mismo hasta su traslado a León. en 1063 a instancias del rey leonés Fernando I quien requirió de su rey vasallo de la taifa de Sevilla Al-Mutadid, dicho traslado. En la Baja Edad Media se conocerá a la zona como Campos de Talca.
En 1301 se construiría el Monasterio de San Isidoro del Campo, que ejercería un señorío sobre el entonces existente núcleo de población. El pueblo, llamado a veces Sevilla "la Vieja", estaba entonces en una zona conocida como Isla de Hierro, donde actualmente se encuentra el Estadio Olímpico sevillano (en la zona norte de la Isla de la Cartuja). No obstante, esta zona se inundó en el 1603 y los supervivientes fueron a residir al monasterio, que entonces estaba habitado por los monjes jerónimos. Estos cedieron una zona con ruinas de Itálica cercana al monasterio para la edificación del nuevo pueblo, que se encontraba a más altitud. No obstante, buena parte de las antiguas ruinas de Itálica se preservaron, incluyendo el teatro y el anfiteatro.
Durante el primer tercio del siglo XX el ferrocarril de Minas de Cala llegó a contar con su propia estación dentro del municipio. La línea férrea estuvo en servicio entre 1905 y 1955, dedicada principalmente al tráfico de minerales —aunque durante varias décadas también acogió servicios de pasajeros—. Tras la clausura del trazado, años después la vía fue levantada y en la actualidad no se conservan las instalaciones ferroviarias originales de Santiponce.

## Demografía
Cuenta con una población de 8625 habitantes (INE 2024).
| Gráfica de evolución demográfica de Santiponce entre 1842 y 2021                                                      |
| |
| Población de derecho según los censos de población del INE. Población de hecho según los censos de población del INE. |

## Economía
En lo que respecta a la agricultura hay 249 hectáreas de cultivos herbáceos, de las cuales 31 son de maíz y 38 de girasoles. Hay 92 hectáreas de cultivos leñosos, de las cuales 62 son de naranjos y 5 de olivar de aceituna de mesa. Al sur del pueblo está el polígono industrial Los Olivos y al norte el polígono industrial Itálica.

### Evolución de la deuda viva municipal
| Gráfica de evolución de Deuda viva del Ayuntamiento de Santiponce entre 2008 y 2019                                |
| |
| Deuda viva del Ayuntamiento de Santiponce en miles de Euros según datos del Ministerio de Hacienda y Ad. Públicas. |

## Patrimonio

### Monasterio de San Isidoro del Campo

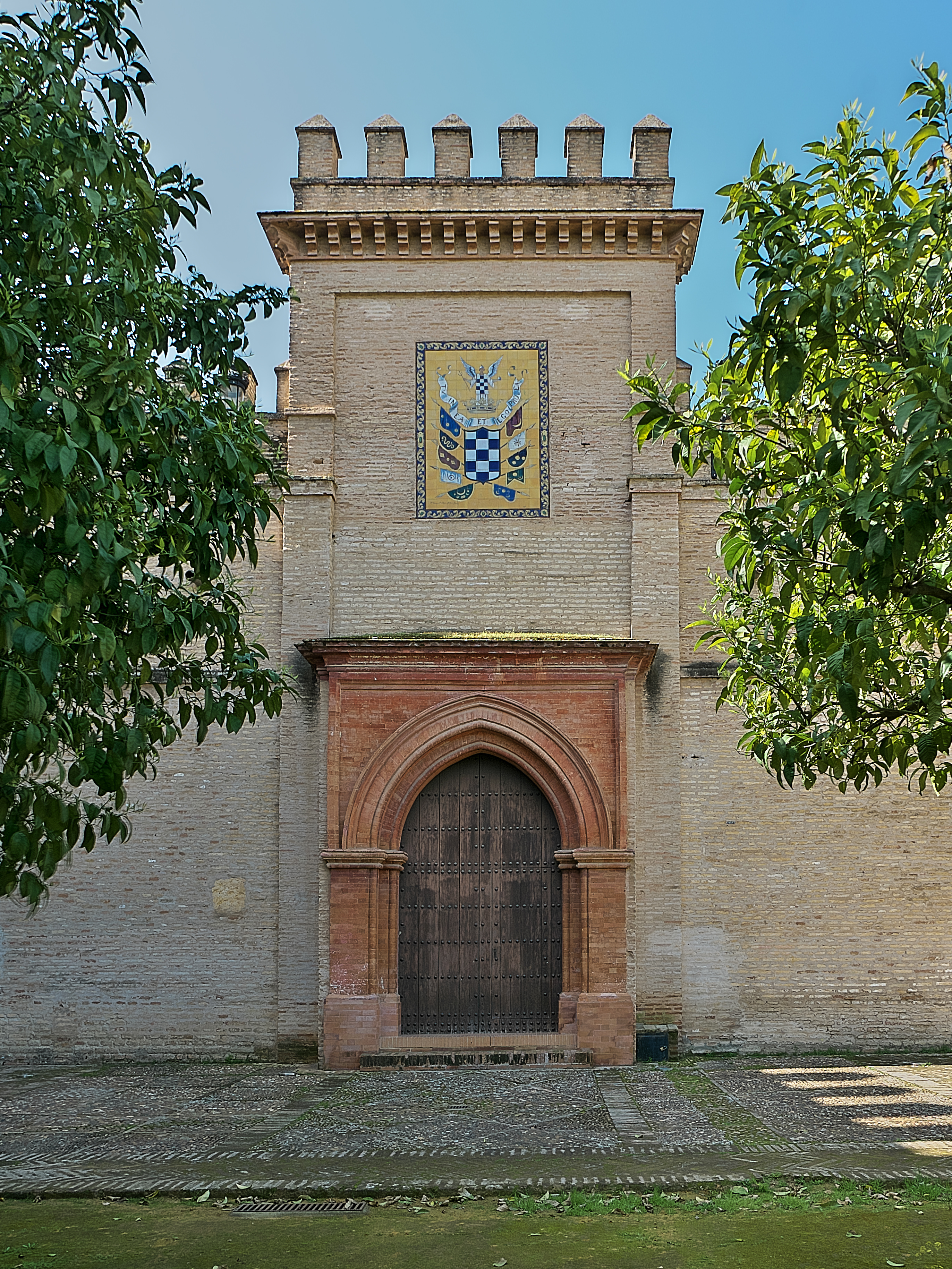
Monasterio de San Isidoro del Campo.

Fue el primer monumento en conseguir el título de Conjunto Histórico-Artístico de interés nacional de la provincia de Sevilla, el día 10 de abril de 1872.[cita requerida]
Fue construido en el 1301 por Alonso Pérez de Guzmán, conocido como Guzmán el Bueno. Fue fruto de una concesión de Fernando IV de Castilla en 1298 y el propósito era que reposaran en él los restos de Alonso.
La advocación se decidió por una leyenda que vincula al santo con el lugar. San Isidoro vino a estudiar a Sevilla a mediados del siglo VI y, abrumado por sus malos resultados académicos, decidió regresar a León. En su regreso, por la Ruta de la Plata, se detuvo a rezar en una ermita. En ella observó un pozo que tenía su brocal horadado por el continuo roce de la cuerda. Eso le hizo reflexionar sobre la virtud de la constancia y decidió regresar a Sevilla, donde se convirtió en uno de los grandes escritores medievales.
El monasterio estuvo ocupado por monjes cistercienses hasta 1431 y por jerónimos hasta 1978.
Tiene varias obras de arte de cierta importancia de Juan Martínez Montañés: una Virgen con el Niño, una santa Ana, un san Joaquín, un san Jerónimo y un san Isidoro. Con la ayuda de sus discípulos Juan de Mesa y Andrés de Ocampo, Montañés realizó un fastuoso retablo. Además, en el Claustro de los Evangelistas existen cuatro pinturas murales interesantes del siglo XV.
Hay también otras piezas reseñables, como un Cristo de Pedro Roldán, vidrieras del siglo XVII, reliquias y restos de san Eutiquio, brocal donde, según la tradición, oró san Isidoro, y las cenizas de Urraca de Ossorio y Leonor Dávalos. Destacar, así mismo, que el monasterio albergó una de las mejores bibliotecas de España.[cita requerida]
Este monasterio albergó temporalmente los restos de Hernán Cortés, que actualmente reposa en la Catedral de México.

### Conjunto monumental de las ruinas de Itálica

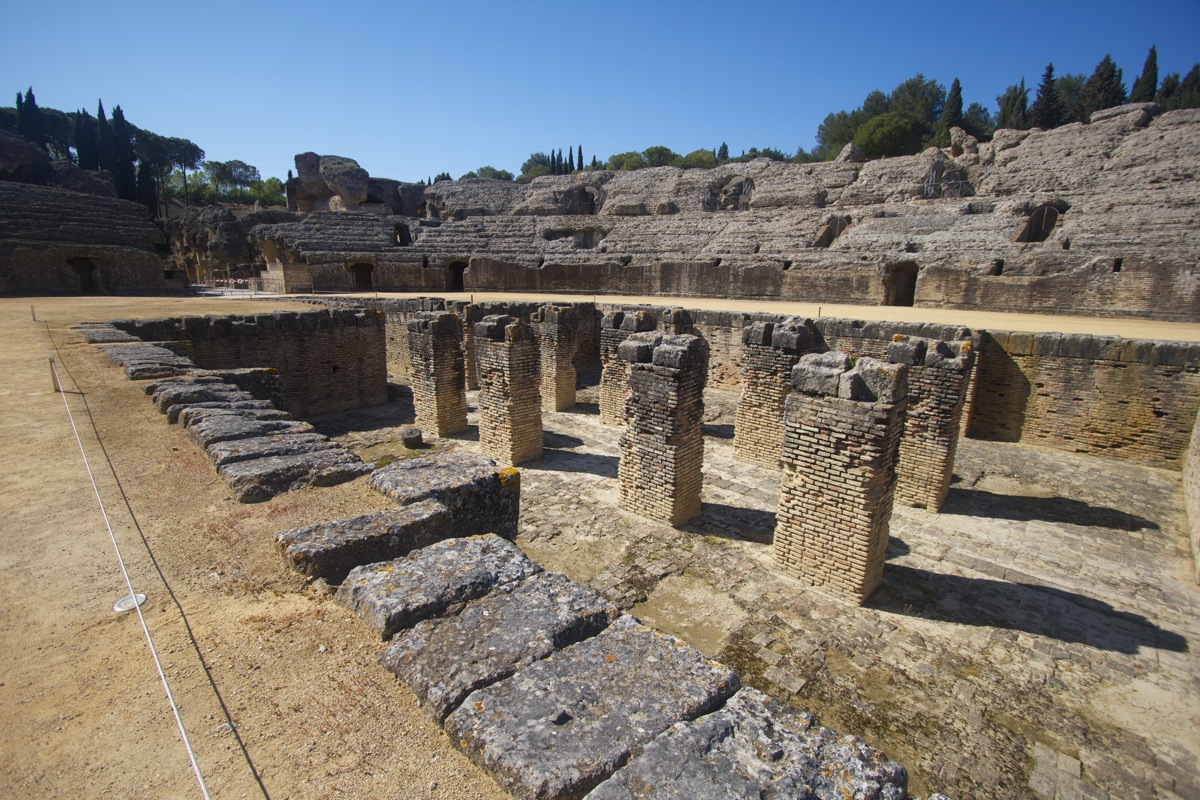
Vista del anfiteatro de Itálica.

En la segunda guerra púnica, el general romano Escipión el Africano derrotó a los cartagineses en la batalla de Ilipa y estableció un destacamento de legionarios en el Cerro de San Antonio, donde ya existía una población turdetana desde el siglo IV a. C. La ciudad romana creció y, durante un tiempo, ambas civilizaciones convivieron pero, finalmente, se impusieron en todo el entorno los usos y normas romanas. En la segunda mitad del siglo I a. C. la ciudad, de unas 50 hectáreas, adquiere el estatuto municipal y, pasado el tiempo, durante el gobierno del emperador Adriano (117-138 d. C.), el de colonia, con lo que se equipara administrativamente a la metrópoli, Roma.
La parte más antigua de la ciudad se ha conocido como vetus urbs y buena parte está bajo el actual pueblo de Santiponce. Aunque Plinio la define como una ciudad ribereña, no hay constancia de que tuviera actividad portuaria. Las ruinas de la ciudad fueron conocidas a lo largo de los siglos y se escribió sobre ellas, sobre todo, a partir del siglo XVI. En 1912 Alfonso XIII da el estatus al lugar de Monumento Nacional.
En los comienzos de la etapa imperial de Roma se edificó en la parte oriental un teatro. Cercano a él debió de haber templos dedicados a Venus, Diana y Mercurio. Desde la década de 1990 en el antiguo teatro romano pueden celebrarse representaciones teatrales.
El anfiteatro de Itálica tenía capacidad para 25 000 personas, y la ciudad solamente llegó a tener unos 8.000, por lo que se puede afirmar que a él acudían también personas de otras localidades y las guarniciones romanas que se encontrasen allí. El graderío (cavea) estaba formado por tres niveles de gradas (ima, media y summa cavea), de las que solo se conservan parcialmente las dos inferiores. En el centro de la arena existe una fosa que, cubierta con una estructura de madera, se empleaba como zona de servicio para los espectáculos.[cita requerida]
Existen otros lugares de interés en el entorno, como las murallas, la Casa de Neptuno, la Casa del Patio Rodio, la Casa de Hilas, la Casa de los Pájaros, el Trianeum (templo dedicado a Trajano), la Casa del Planetario y las Termas Mayores.
Buena parte de los objetos de esta ciudad se conservan en el Museo Arqueológico de Sevilla, la Casa de Pilatos y el Museo Municipal de Santiponce.

## Museo Municipal Fernando Marmolejo

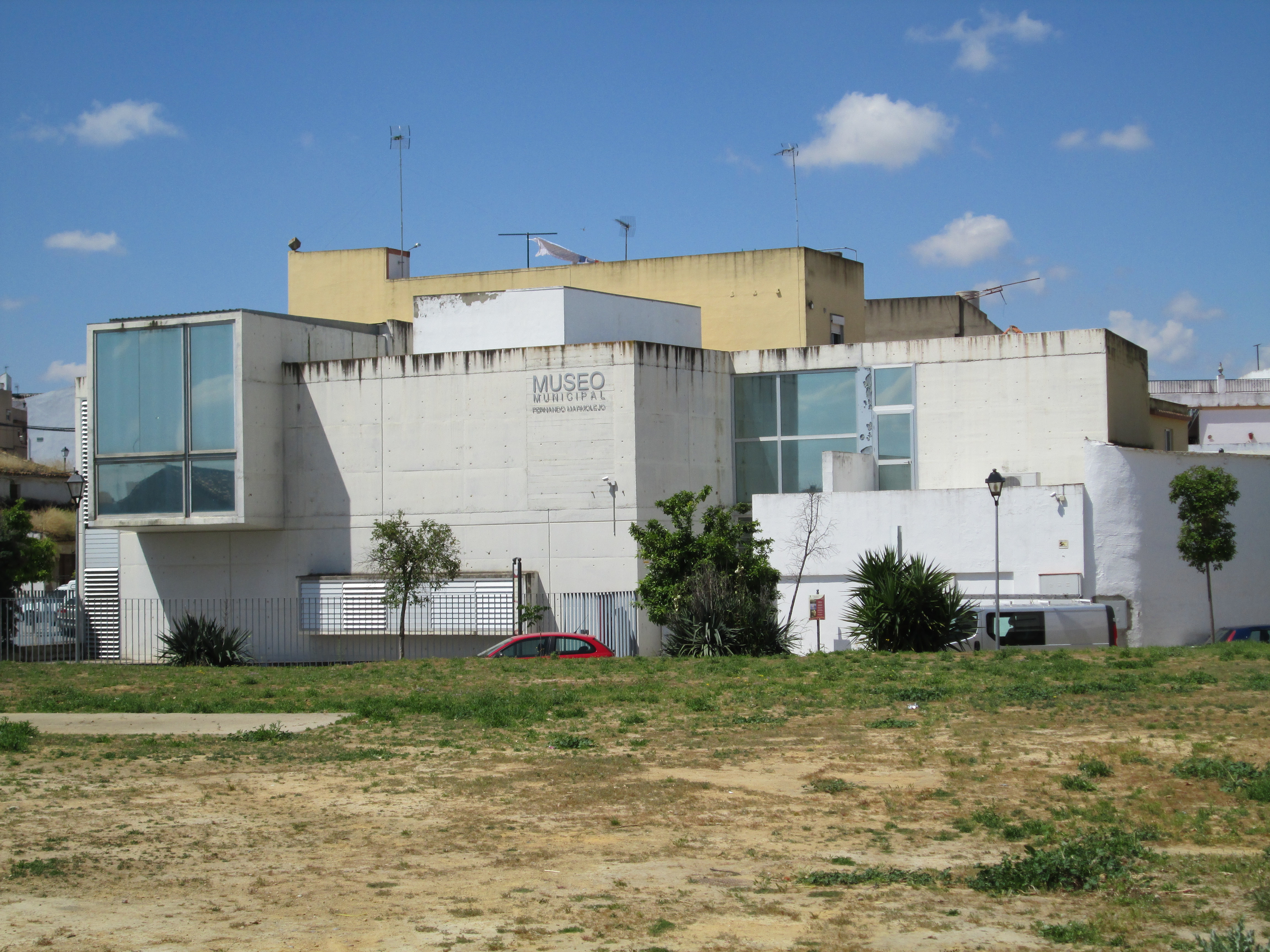
Museo Municipal Fernando Marmolejo.

El Museo Municipal de Santiponce Fernando Marmolejo recibe su nombre del orfebre santiponceño Fernando Marmolejo Camargo, que realizó donaciones la entidad. Se encuentra junto al teatro romano y posee una amplia superficie expositiva, distribuida en una planta baja, que presenta espacios fragmentados, y una planta alta con tres salas para exposiciones temporales. Se exponen piezas arqueológicas y artísticas ligadas a la historia del municipio.

## Fiestas
- Vía crucis del Aljarafe: Se realizó la primera vez el año 1990. Participan otras hermandades del Aljarafe e incluso de otras provincias cercanas.[12] Está presidido por Jesús Nazareno, titular de la Hermandad del Rosario (siglo XVII) del municipio. Se celebra el primer sábado de la Cuaresma.[13] Es el único acto de interés turístico nacional de Santiponce.
- Semana Santa: Se conoce la existencia de hasta cuatro hermandades que organizaban procesiones, pero desde 1958 tras la unificación de las hermandades del Rosario y del Nazareno y la salida de los monjes del monasterio quedó solo esta. La hermandad de Nuestro Padre Jesús Nazareno, Nuestra Señora del Rosario Coronada y Divina Pastora de las Almas tiene sus raíces en el siglo XVI. El Jesús Nazareno posiblemente sea obra de José de Arce y es del siglo XVII. La talla de la Virgen del Rosario es anónima, aunque se ha atribuido a Juan de Mesa y Velasco, y está realizada en el siglo XVII. Esta Virgen fue coronada canónicamente en 2008. Esta Virgen tiene un carácter glorioso, pero para hacerla penitencial, en la época de Cuaresma se le retira el Niño Jesús de sus brazos temporalmente.
- Romería de San Isidoro del Campo: Se celebra desde el 2003 y desde el 2005 se porta la talla de santo. Se parte con varias carretas desde la iglesia parroquial de San Isidoro del Campo y se realiza un recorrido que tiene su ecuador en una parada festiva junto al río.[14]
- Cruces de Mayo: antigua festividad, caracterizada por cruces floridas, que conservan algunos municipios del país.[1]
- Romería del Rocío: Algunos santiponceños se unieron a hermandades cercanas para peregrinar al Rocío. En los 60 se quiso crear una hermandad con este fin en la localidad pero el proyecto no se llevó a cabo. En 1984 partieron de Santiponce cuatro carretas que, posteriormente, se unieron a la hermandad rociera de Camas para ir a Almonte. En 1986 se crea una agrupación parroquial rociera y en 1989 el arzobispado autoriza su constitución como hermandad. En 1990, la Hermandad Matriz de Almonte acogió a la hermandad santiponceña como la filial n.º 79. Ese año realizan la primera peregrinación oficial desde la localidad.[15] Posteriormente, mantuvieron una estrecha relación con la hermandad de Valencina de la Concepción, que, a su vez, fue aceptada como filial n.º 117 en 2016.[16] La hermandad de Santiponce porta un simpecado bordado por Herederos de Esperanza Elena Caro y cuenta con una miniatura de la Virgen del Rocío obra de Fernando Marmolejo Camargo.
- Feria: Nació en la Edad Media con la ayuda de los monjes jerónimos. En la época medieval las ferias eran lugares de compraventa de productos artesanales, agrarios y ganaderos. Se celebraba en honor de la patrona, la Virgen de la Tabla, durante los primeros días de octubre. La Virgen recibía ese nombre porque, según la leyenda, fue descubierta flotando en el río a comienzos del siglo XV. El domingo de feria se paralizaban las ventas para que los feriantes pudieran confesarse con los jerónimos. La feria se popularizó en la región, sobre todo, por el jabón y el vino que producían los jerónimos en sus almonas y bodegas. No obstante, el pueblo se inundó en el 1603. En dicha inundación desapareció la Virgen de la Tabla.[1] Los habitantes supervivientes se refugiaron en el monasterio hasta que el pueblo fue reconstruido sobre parte de las ruinas de Itálica. En 1691 una Real Cédula de Carlos II, dada en Aranjuez, autorizó a los monje a la organización de una nueva feria franca en la localidad. Esta se celebraba entre los días 8 y 15 de octubre. Posteriormente, esta feria se ha seguido celebrando en octubre asociada a las ferias patronales, que son en honor a la Virgen del Rosario.[1]
- Procesión de Gloria de la Virgen del Rosario: Tiene lugar la semana después de la feria como culminación de las fiestas patronales. En ella, la imagen de la Santísima Virgen recorre las calles del pueblo, que son engalanadas por los vecinos de la localidad.
- Belén Nazareno: La hermandad del Rosario, en colaboración con el ayuntamiento realizan cada año esta representación del nacimiento del Niño Jesús en las calles de las 7 revueltas.[17]

Además, al igual que en otras localidades, se celebran veladas festivas en las barriadas (concretamente en las del Rosario, Andalucía e Itálica) y una procesión del Corpus Christi. Así mismo, se celebra un pasacalles en carnavales y, al igual que en otros municipios, una cabalgata de Reyes Magos el día 6 de enero.

## Eventos
Desde el año 1982 se lleva a cabo una carrera conocida como Cross Internacional de Itálica por las ruinas. Además, desde 1996 se ha celebrado el Festival Juvenil Europeo de Teatro Grecolatino.
Desde la año 1981 hasta el 2000 se celebró anualmente el Festival Internacional de Danza Itálica. Desde el año 2001 se viene realizando de manera bianual. Las últimas ediciones se han celebrado tanto en el teatro romano de Itálica como en el monasterio de San Isidoro del Campo.